# Alessandro Frugoni
Alessandro Pietro Frugoni (Brescia, 6 dicembre 1910 – Nikolaevka, 26 gennaio 1943) è stato un militare italiano insignito della medaglia d'oro al valor militare alla memoria nel corso della seconda guerra mondiale.

## Biografia
Nacque a Brescia il 6 dicembre 1910, figlio di Arsenio e di Teresa Viale . Capitano complemento, 6º reggimento alpini.
Studente in legge dell'Università di Padova nel luglio 1931 venne chiamato a prestare servizio militare di leva nel Regio Esercito, e dopo aver frequentato il corso allievi ufficiali della specialità alpini a Milano, ottenne la nomina a sottotenente dell'arma di fanteria alla fine dello stesso anno. Prestò servizio di prima nomina nel battaglione alpini "Tirano" del 5º Reggimento alpini, e posto in congedo nel 1933. Conseguita la laurea in giurisprudenza, si dedicò alla sua attività di professionista presso lo studio paterno a Brescia. Richiamato in servizio attivo con il grado di tenente alla fine del 1940, in piena seconda guerra mondiale, nel 6º Reggimento alpini, partì poco dopo per l'Albania dove prese parte alle operazioni di guerra svoltesi sul fronte greco. Ritornato in Italia nel luglio 1941 e promosso capitano, fu per qualche tempo presso il Comando della 2ª Divisione alpina "Tridentina" per ritornare, nel mese di novembre, al reggimento dove assumeva il comando di una compagnia del battaglione alpini "Val Chiese". Alla fine di luglio del 1942, partiva per l'Unione Sovietica al seguito dell'ARMIR. Rimasto ferito gravemente a Nikolajewka, il 26 gennaio 1943, rifiutava il posto offertogli dal suo colonnello nella propria slitta perché fosse assegnato ad altro ferito meno grave. Cadde in combattimento in quello stesso giorno, e fu successivamente insignito della medaglia d'oro al valor militare alla memoria.